# Emilio López Arango
Emilio López Arango (1894-25 de octubre de 1929) fue un anarquista de origen español radicado en la Argentina. Influyente organizador allí del movimiento obrero en general, y de la Federación Obrera Regional Argentina (FORA) en particular, fue unos de los más importantes teóricos y militantes del movimiento obrero anarquista de la Argentina, una de las fuentes de las que se nutre el anarcosindicalismo. 

## Biografía
Nació en Cudillero, provincia de Oviedo (España) en el año 1894. A los 13 o 14 años emigró a Cuba. Estuvo en contacto desde joven con las privaciones proletarias, donde hizo sus primeras armas como asalariado debido a sus necesidades materiales. Regresó a España para después ir a Argentina en 1910, entrando a trabajar en el gremio de panaderos, pasando a formar parte de la organización obrera de los panaderos en Buenos Aires, donde a poco de andar se destacó como uno de los más activos militantes, llegando a ser redactor de El Obrero Panadero. 
Según cuenta Diego Abad de Santillán en su libro "Esbozo biográfico" sobre Arango, durante un gran periodo de desocupación, por 1912, deambulando por las calles de Buenos Aires en busca de pan y de trabajo, tropezó con un puesto callejero de libros y, como aficionado a la lectura, le llamó sobre todo la atención uno que se titulaba "La conquista del pan". En sus tristes condiciones, el título no podía ser más sugestivo. Con sus últimos centavos compró el libro, y ese día quedó sin comer. Pero también desde ese día quedó cautivado por las páginas meridianas de Kropotkin y se hizo anarquista. 

### Gremios y autoeducación
Su primer periodo de militante lo tuvo entre los panaderos, convirtiéndose en uno de los principales factores de su reorganización. Los panaderos viejos recordaban siempre con cariño a aquel muchacho de 1912 y 1913, incansable y estudioso, Arango fue un autodidacta, no pudo asistir nunca a una escuela porque en su hogar no se podía pagar el lujo de la instrucción, adquiriendo sus conocimientos por su propia fuerza de voluntad.
Durante una huelga del gremio, fue detenido por un hecho más o menos vulgar en todo conflicto en donde se ponen frente a frente huelguistas y rompehuelgas. Fue sometido a proceso y condenado a un año y medio de prisión, pena que cumplió hasta el último día. La cárcel fue para él una escuela, no solo por encontrarse en compañía de militantes como Apolinario Barrera, Teodoro Antilli y otros, sino porque tuvo tiempo para ensayarse a escribir y para leer abundantemente.

### La Protesta y la FORA
A su salida de la prisión volvió a su gremio, siendo el redactor de El Obrero Panadero. De El Obrero Panadero paso a La Protesta, en 1916 y en su mesa de redacción terminó su formación intelectual. La etapa más prolífica de este periódico fue bajo la dirección de Emilio López Arango y Diego Abad de Santillán, con dos ediciones diarias. A partir de entonces la vida de Arango es más generalmente conocida, pues salvo un breve periodo en 1919-1920, ha ocupó siempre en el diario el puesto de responsabilidad. Su nombre había traspasado las fronteras del país y era ya ampliamente conocido como uno de los militantes más íntegros del anarquismo regional sudamericano. Circulan por ahí algunos folletos y el libro escrito en colaboración, "El anarquismo en el movimiento obrero", en que expresa sus métodos recomendados de táctica y propaganda .
Desde 1916 como redactor del diario La Protesta contribuyó con todo fervor a dar al movimiento anarquista de la Argentina su identidad particular. En los momentos de mayor peligro para el anarquismo de esta región, cuando la confusión espiritual provocada por la revolución rusa, y después de las campañas unificadoras que amenazaron la existencia de la FORA, supo Arango con su influencia prevenir los peligros, señalando una línea de orientación que mantuvo al movimiento sobre el terreno de los ideales anarquistas. En el congreso continental de mayo de 1929, realizado en Buenos Aires, del que surgió la Asociación Continental Americana de Trabajadores, Arango representó a la F0RA y fue elegido en el mismo para integrar este Secretariado. 

### Atentado
El 25 de octubre de 1929, Arango sufrió un atentado que le costó la vida. Se encontraba en su casa cocinando la cena cuando alguien llamó a la puerta. Al abrir, recibió tres balazos en el pecho que lo dejaron malherido, muriendo poco después. Nunca quedó clara la autoría del atentado, aunque algunas fuentes particulares afirman estar convencidas de que fue el también anarquista Severino Di Giovanni quien disparó. Se sabe que Arango combatió duramente la táctica de los atentados dentro del movimiento libertario, lo que provocó muchas tensiones entre algunos de sus compañeros partidarios de esa forma de lucha; entre ellos, Severino, que ya había amenazado a Arango por acusarle en su periódico de "agente fascista" e "infiltrado policial". Sin embargo, nunca se demostró su culpabilidad.
Sus restos fueron velados en la sede de la FORA, por la que desfilaron millares de militantes y trabajadores para rendir el posterior homenaje al camarada asesinado. Todos los compañeros de la capital, y muchos del interior que acudieron presurosos al enterarse de la infausta nueva, hicieron acto de presencia expresando así su repugnancia infinita hacia el crimen y su solidaridad y respeto a la víctima. El féretro, cubierto con la bandera roja de la Federación Obrera Local de Buenos Aires (FOLB) y precedido por un compacto grupo de compañeras llevando ramos y coronas de flores, fue conducido a pulso desde el local de la FORA al cementerio.
Un detalle sugestivo lo constituyó la presencia de camaradas de todos los sectores del anarquismo. Hombres separados de Arango por una concepción distinta de las tácticas de lucha, que sostuvieron con él violentas polémicas, estaban allí evidenciando su respeto al muerto anarquista.

## Legado
La actuación de Arango alcanza a un periodo relativamente corto; poco más de tres lustros contados entre 1913 y 1929 en que fue asesinado, pero su labor tuvo una repercusión importante en los sectores gremiales-sindicales, además la proyección futurista de sus conceptos teóricos permite hacer una lectura renovada de ellos, en especial porque desde su perspectiva el anarquismo debía ser siempre actualista y en consonancia a cada era.